# Ommatius lurismus
Ommatius lurismus là một loài ruồi trong họ Asilidae. Ommatius lurismus được Oldroyd miêu tả năm 1968. Loài này phân bố ở vùng nhiệt đới châu Phi.